# Talia bandumu
Talia bandumu är en insektsart som beskrevs av Otte, D. och R.D. Alexander 1983. Talia bandumu ingår i släktet Talia och familjen Mogoplistidae. Inga underarter finns listade i Catalogue of Life.